# ریجارد ال. برین
ریجارد ال. برین (انگلیسی: Richard L. Breen؛ زاده ۲۶ ژوئن ۱۹۱۸ درگذشته ۱ فوریهٔ ۱۹۶۷) یک فیلم‌نامه‌نویس، و کارگردان اهل ایالات متحده آمریکا بود.